# Junkers J 8
Das Flugzeug Junkers J 8 ist eine zweisitzige, leicht vergrößerte Version der Junkers J 9 und wurde parallel zu dieser aus der Junkers J 7 entwickelt. Die J 8 entspricht in ihrer wesentlichen Auslegung der J 9. Ihr Motor war ein 118 kW Mercedes D III.

## Geschichte
Nur ein Exemplar der J 8 wurde gebaut, das am 10. Dezember 1917 seinen Erstflug durchführte. Als Verwendungszweck waren vorrangig der Einsatz für die Artilleriebeobachtung und Feuerleitung, aber auch die Nutzung als Aufklärungsflugzeug vorgesehen. Als CL.8 sollte sie die als Schlachtflugzeug bzw. Erdkampfflugzeug bisher verwendeten Typen Halberstadt CL.II und CL.IV ersetzen. 1918 wurden die Arbeiten an der J 8 abgebrochen und dafür die Weiterentwicklung der Junkers J 10 verstärkt in Angriff genommen. Diese war nur als Schlachtflugzeug geplant und sollte weniger Ressourcen für den laufenden Betrieb benötigen.

## Technische Daten
| Kenngröße             | Daten der Junkers J8                  |
| --------------------- | ------------------------------------- |
| Verwendungszweck      | Mehrzweckflugzeug                     |
| Besatzung             | 2                                     |
| Passagiere            | –                                     |
| Länge                 | 7,90 m                                |
| Spannweite            | 12,25 m                               |
| Höhe                  | 3,10 m                                |
| Flügelfläche          | 23,40 m²                              |
| Flügelstreckung       | 6,4                                   |
| Rüstmasse             | 710 kg                                |
| Startmasse            | 1050 kg                               |
| Höchstgeschwindigkeit | 180 km/h                              |
| Dauergeschwindigkeit  | 150 km/h                              |
| Landegeschwindigkeit  | 90 km/h                               |
| Steigzeit auf 2000 m  |                                       |
| Dienstgipfelhöhe      | 5000 m                                |
| Reichweite            | 640 km                                |
| Triebwerk             | 1 Daimler D IIIa (1 × 118 kW, 160 PS) |
| Bewaffnung            | 1 Maschinengewehr                     |